# Бернацький Михайло Володимирович
Бернацький Михайло Володимирович (04.10.1876–16 або 17.07. 1943) — економіст, політичний діяч, публіцист. Масон (див. Масонство).
Закінчив 1-шу Київську гімназію (1894) з золотою медаллю та Київський університет. Слухав лекції у Берліні. Професор політичної економії. Читав лекції в Петербурзькому політехнічному та Петербурзькому технологічному інститутах. Співробітничав у легальних марксистських журналах («Образование», «Современный мир» та ін.). Відкидав ідеї націоналізації землі та безкоштовної експропріації приватних земель.
Після Лютневої революції 1917 керував відділом праці Міністерства торгівлі й промисловості Тимчасового уряду (з кінці липня — заступник міністра).
8 травня (25 квітня) 1917 під його головуванням при відділі праці Міністерства торгівлі й промисловості проведено нараду для обговорення законопроєкту про страйки, на якій відхилено вимоги робітників. Один з організаторів Радикально-демократичної партії (червень, ст. ст.).
Від кінця липня (ст. ст.) управляв міністерством, з 8 жовтня (25 вересня) — міністр фінансів у Тимчасовому уряді. У жовтні фактично призупинив дію податкових законів.
Арештований у Зимовому палаці уночі проти 8 листопада (26 жовтня) 1917 (див. Жовтнева революція 1917). Експерт фінансової комісії на російсько-українських переговорах у травні–жовтні 1918. Вважав, що при вирішенні питання, на яку частку майна колишньої Російської імперії може претендувати Українська Держава, необхідно керуватися не одним принципом, а мінімум трьома: ділити слід за територією, кількістю населення та обсягами податків. Міністр фінансів в урядах А.Денікіна та П.Врангеля. Емігрував до Франції, де керував емігрантським фінансовим комітетом.
Помер у Парижі.
Архів Б. зберігається у Батлерівській бібліотеці Колумбійського університету (Нью-Йорк, США; Бахметєвський архів).